# Cięcia pielęgnacyjne
Cięcia pielęgnacyjne – zabieg stosowany w lasach gospodarczych. Mają one na celu stworzenie korzystnych warunków rozwoju drzew o lepszej wartości hodowlanej oraz poprawę środowiska wewnątrz lasu.

## Rodzaje cięć pielęgnacyjnych
W zależności od wieku drzewostanu wyróżnia się:
- Czyszczenia:
  - Czyszczenia wczesne
  - Czyszczenia późne
- Trzebieże:
  - Trzebież wczesna
  - Trzebież późna

Trzebieże mogą mieć charakter: pozytywny lub negatywny.